# Гелашвили, Владимир Иванович
Владимир Иванович Гелашвили (1897 год, село Лаше, Шорапанский уезд, Кутаисская губерния, Российская империя — неизвестно, село Лаше, Орджоникидзевский район, Грузинская ССР) — звеньевой колхоза «Имеди» Орджоникидзевского района, Грузинская ССР. Герой Социалистического Труда (1950).

## Биография
Родился в 1897 году в селе Лаше Шорапанского уезда. С раннего возраста трудился в сельском хозяйстве. Во время коллективизации вступил в колхоз «Имеди» Харагаульского района (с 1932 года — Орджоникидзевский район). За выдающиеся трудовые результаты в годы Великой Отечественной войны награждён тремя медалями, в том числе боевой медалью «За оборону Кавказа». В послевоенное время возглавлял виноградарское звено.
В 1949 году звено под его руководством собрало в среднем с каждого гектара по 97,2 центнера винограда шампанских вин на площади 5 гектаров. Указом Президиума Верховного Совета СССР от 3 сентября 1950 года удостоен звания Героя Социалистического Труда за «получение высоких урожаев винограда в 1949 году» с вручением ордена Ленина и золотой медали «Серп и Молот» (№ 5666).
Этим же указом званием Героя Социалистического Труда были награждены председатель колхоза «Имеди» Орджоникидзевского района Варлам Самсонович Квирикашвили, бригадир Давид Георгиевич Жоржоладзе и звеньевой Абесалом Еспитович Манджавидзе.
Будучи пенсионером, продолжал трудиться в родном колхозе. Проживал в родном селе Лаше Орджоникидзевского района. Дата смерти не установлена.
Награды
- Герой Социалистического Труда
- Орден Ленина
- Медаль «За трудовое отличие» (07.01.1944)
- Медаль «За оборону Кавказа» (01.05.1944)